# Окунев, Владимир Александрович
Владимир Александрович Окунев (1930—1991) — советский инженер-конструктор, доктор технических наук (1968). Лауреат Ленинской и Государственной премии СССР (1970). Герой Социалистического Труда (1977).

## Биография
Родился 30 июня 1930 года в деревне Высоково (ныне — Владимирской области). До 1947 года обучался в Красно-Горбатской поселковой средней школе.
С 1947 по 1952 годы обучался в Московском энергетическом институте, после окончания которого работал в Головном особом конструкторском бюро (ГОКБ) Московского прожекторного завода.
С 1962 по 1991 годы — главный конструктор ГОКБ МПЗ, под руководством В. А. Окунева были разработаны и поставлены на серийное производство системы электроснабжения комплексов РВСН стационарного и подвижного видов базирования, до настоящего времени стоящие на боевом дежурстве и составляющие основу группировки РВСН в составе стратегических ядерных сил России. В. А. Окунев принимал непосредственное участие в подготовке советско-американского космического полета по программе «Союз — Аполлон», создании ракетно-космической системы «Энергия — Буран» и реализации программы «Интеркосмос».
8 августа 1966 года и 29 августа 1969 года Указом Президиума Верховного Совета СССР В. А. Окунев был награждён Орденом Знак Почёта и Орденом Ленина.
18 января 1977 года «закрытым» Указом Президиума Верховного Совета СССР Владимир Александрович Окунев был удостоен звания Героя Социалистического Труда с вручением Ордена Ленина и золотой медали «Серп и Молот».
Умер 5 декабря 1991 года в Москве, похоронен в посёлке Красная Горбатка Владимирской области.

## Награды
- Медаль «Серп и Молот» (18.01.1977)
- Два Ордена Ленина (29.08.1969, 18.01.1977)
- Орден Знак Почёта (8.08.1966)

### Премии
- Ленинская премия
- Государственная премия СССР (1970)